# Farès Hemitti
Farès Hemitti, né le 26 juin 1987 à Blida en Algérie, est un footballeur algérien, évoluant au poste d'attaquant.

## Biographie

### Condamnation
Auteur d’un accident mortel durant l’été 2010, Farès Hemitti a été condamné par le tribunal correctionnel de Tizi Ouzou à 2 ans de prison ferme pour homicide involontaire.
Après avoir fait appel, il a été à nouveau condamné à 1 an de prison ferme par la cour correctionnelle de Tizi Ouzou.

### USM Alger (2011-2012)
Le 20 juillet 2011, il signe en faveur de l'USM Alger un contrat de deux ans. Auteur d'une saison décevante avec seulement 1 but inscrit en 19 matchs, Hemitti est libéré en juin 2012 par la direction du club.

### CR Belouizdad (depuis 2012)
Le 27 juin 2012, il s'engage pour deux ans avec le CR Belouizdad.

## Statistiques
| Saison                | Club                  | Championnat           | Championnat | Championnat | Coupe(s) nationale(s) | Coupe(s) nationale(s) | Compétition(s) continentale(s) | Compétition(s) continentale(s) | Compétition(s) continentale(s) | Total | Total |
| Saison                | Club                  | Division              | M.          | B.          | M.                    | B.                    | Comp.                          | M.                             | B.                             | M.    | B.    |
| 2005-2006             | USM Blida             | 1                     | 10          | 1           | 1                     | 0                     | -                              | -                              | -                              | 11    | 1     |
| 2006-2007             | USM Blida             | 1                     | 5           | 0           | 1                     | 0                     | -                              | -                              | -                              | 6     | 0     |
| 2007-2008             | USM Blida             | 1                     | 17          | 4           | 1                     | 0                     | -                              | -                              | -                              | 18    | 4     |
| 2008-2009             | USM Blida             | 1                     | 23          | 8           | 3                     | 1                     | -                              | -                              | -                              | 26    | 9     |
| 2009-2010             | JS Kabylie            | 1                     | 25          | 6           | 3                     | 0                     | -                              | 6                              | 2                              | 34    | 8     |
| 2010-2011             | JS Kabylie            | 1                     | 25          | 6           | 5                     | 6                     | -                              | 2                              | 1                              | 32    | 13    |
| 2011-2012             | USM Alger             | 1                     | 15          | 1           | 4                     | 0                     | -                              | -                              | -                              | 19    | 1     |
| 2012-2013             | CR Belouizdad         | 1                     | 7           | 1           | 0                     | 0                     | -                              | -                              | -                              | 7     | 1     |
| 2012-2013             | MC El Eulma           | 1                     | 15          | 2           | 0                     | 0                     | -                              | -                              | -                              | 15    | 2     |
| 2013-2014             | MC El Eulma           | 1                     | 28          | 13          | 0                     | 0                     | -                              | -                              | -                              | 28    | 13    |
| 2014-2015             | MC El Eulma           | 1                     | 23          | 7           | 2                     | 2                     | -                              | 6                              | 2                              | 31    | 11    |
| 2015-2016             | MC El Eulma           | 2                     | 4           | 0           | 0                     | 0                     | -                              | 2                              | -                              | 6     | 0     |
| 2015-2016             | MC Oujda              | 1                     | 8           | 1           |                       |                       | -                              | -                              | -                              | 8     | 1     |
| 2016-2017             | JSM Bejaia            | 2                     | 4           | 2           | 1                     | 0                     | -                              | -                              | -                              | 5     | 2     |
| 2016-2017             | USM Blida             | 2                     | 12          | 3           |                       |                       | -                              | -                              | -                              | 12    | 3     |
| 2017-2018             | USM Blida             | 1                     | 6           | 0           |                       |                       | -                              | -                              | -                              | 6     | 0     |
| 2018-2019             | NC Magra              | 2                     | 18          | 4           | 2                     | 0                     | -                              | -                              | -                              | 20    | 4     |
| 2019-2020             | CA Batna              | 3                     | -           | -           |                       |                       | -                              | -                              | -                              | 0     | 0     |
| Total sur la carrière | Total sur la carrière | Total sur la carrière | 245         | 59          | 23                    | 9                     | -                              | 16                             | 5                              | 284   | 73    |

## Palmarès
- Meilleur joueur du Championnat d'Algérie en 2007 avec l'USM Blida.
- Vainqueur de la Coupe d'Algérie 2011 avec la JS Kabylie.
- Meilleur buteur de la Coupe d'Algérie 2011 avec six réalisations en autant de rencontres.